# Šášovy strachy
Šášovy strachy (v anglickém originále Fears of a Clown) jsou 14. díl 29. řady (celkem 632.) amerického animovaného seriálu Simpsonovi. Scénář napsal Michael Price a díl režíroval Steven Dean Moore. V USA měl premiéru dne 1. dubna 2018 na stanici Fox Broadcasting Company a v Česku byl poprvé vysílán 21. května 2018 na stanici Prima Cool.

## Děj
Ředitel Skinner oznámí školníkovi Williemu, že hodlá odejít do důchodu, přičemž Martin toto tajemství rozkřikne po celé škole. Během posledního rozloučení si Skinner „náhodně“ vybere Barta, jenž se ho pokusí střelit kamínkem do hlavy. Skinner však odhalil, že odchod do důchodu byl jen aprílový žert, aby měl příležitost Barta po letech konečně napálit.
Bart se cítí trapně a naštvaně, a tak se rozhodne učitelům a řediteli pomstít tím, že jim přelepí obličeje maskami šáši Krustyho. Bartova pomsta způsobí, že se lidé začnou klaunů bát – a to včetně šáši Krustyho.
Kvůli Bartovi Krusty přestává být komediantem, a dokonce ztrácí klaunský vzhled a make-up. Homer si pak všimne, že Krusty vypadá jako on. Líza Krustyho přesvědčí, aby se stal vážným hercem, a ten se tedy rozhodne zahrát si hlavní roli v dramatu Splín obchodního cestujícího. Zpočátku se mu do toho nechtělo, dokud ho režisér Sinclair nepřesvědčil. Krustyho představy jej však otravují a sdělují mu, že neumí být vážným hercem a že je klaun a tím i zůstane.
Mezitím je Bart u soudu pro nezletilé – těší se na svobodu se zdůvodněním „kluci jsou kluci“. Nato však Marge protestuje a řekne soudci Dowdovi, že to, co Bart udělal, bylo hrozné a že má skutečný problém. Navrhne tedy, aby soudce Barta potrestal, což má za následek, že jde na téměř měsíc do rehabilitačního ústavu. Marge si není jistá, zda se zachovala správně. Jelikož Bart v ústavu umístil připínáčky na doktorovo křeslo, rozhodne se doktor zavolat Marge a požádá ji, aby si sedla na jeho židli, čímž přiměje Barta, aby učinil první krok své léčby – naučil se soucitu.
Po propuštění z rehabilitačního ústavu se jde Bart omluvit lidem, které vyšprýmoval. S Willieho pobídkou však Bart plánuje provést dokonalý žert a zinscenuje falešné omluvné oznámení v tělocvičně, kde je nad davem síť plná vodních balónků. Když však v davu vidí Marge, říká lidem, ať utečou. Tíha vodních balónků však síť protrhne, což promočí dav, přičemž Marge si uvědomí, že „mateřství je na draka“. Homer poté řekne, že „kluci jsou kluci“, a Marge si to s ním jde vyřídit na klučičí záchody.
Toho večera, kdy se hraje Splín obchodního cestujícího, Krustyho neustále pronásleduje jeho bývalé klaunské já v představách. Během hry, když se Krusty snaží, aby jeho představy vypadly z jeho hlavy, vyvolává v publiku smích. Uvědomí si, že není vážný herec, ale klaun, a opět začne dělat komické kousky.
V závěrečné scéně sledují Krustyho v zákulisí duchové, Arthur Miller, rabín Hyman Krustofsky, William Shakespeare a jeho klaunské já.

## Přijetí

### Sledovanost
Šášovy strachy získaly rating 0,9 s podílem 4 a sledovalo je 2,06 milionu lidí, čímž se staly nejsledovanějším pořadem večera na stanici Fox.

### Kritika
Dennis Perkins z The A.V. Clubu udělil dílu známku C− a prohlásil: „Šášovy strachy nejsou dobré. Nejsou ale ani špatné. Je to bezvýznamný díl v zarytých ozvěnách minulosti, skutečně pamětihodných dílů. Až se kniha Simpsonových konečně uzavře a sestaví se nevyhnutelný žebříček všech epizod, budou Šášovy strachy jedním z těch dílů, které budou vyvolávat nechápavé pohledy i u zarytých fanoušků.“
Kritik Tony Sokol z webu Den of Geek ohodnotil díl čtyřmi hvězdičkami z pěti a napsal: „Šášovy strachy fungují lépe jako komedie než jako horor, ale i tak je děsivé, že jediné, co zachraňuje špatné postavy, je další špatné chování. Jedná se o podvratně šťastný konec, kde se nic nemění, protože přirozenému řádu vládne nepořádek. Bart a Krusty překonávají potřebu polepšit se.“